# Internationale Artisten-Loge
Die Internationale Artisten-Loge (IAL) wurde am 5. April 1901 in Berlin als Berufsverband gegründet. Vorsitzender der Gründungsversammlung war der Illusionist und Zauberkünstler Max Buldermann. Mitglieder konnten darstellende Künstler, wie Sänger, Musiker, Schauspieler, Tänzer, Kabarettisten, Komiker und sonstige Artisten werden, die im Monat mindestens 500 Mark Gage erhielten. Die zu damaliger Zeit außerordentlich hohe monetäre Zugangsbeschränkung stellte in den Anfangsjahren sicher, dass die darstellenden Künstler, die der IAL angehörten, sich schon mit hoher Reputation in ihrem Fach in Auftritten vor größerem Publikum etabliert hatten.
Die IAL bildete eine Rechtsschutzkommission und gewährte ihren Mitgliedern umfassenden unentgeltlichen Rechtsschutz innerhalb ihrer Berufsverhältnisse. Zusammen mit dem Juristen Richard Treitel gab Max Buldermann 1905 das Handbuch „Artistenrecht“ heraus. Unter der Führung Buldermanns, der von 1904 bis 1926 Präsident der IAL war, gewann diese Interessenvertretung für Artisten und darstellende Künstler bis zu Beginn des Ersten Weltkriegs internationales Renommee und eine auserlesene, zahlungskräftige Mitgliederschaft auch außerhalb des Deutschen Reiches.

## 1917–1933
Mit ihrer internationalen Ausrichtung geriet die IAL während des Weltkrieges in eine Krise und stand kurz vor der Schließung. 1917 führte Buldermann die IAL als eigenständigen Berufsverband in die „Arbeitsgemeinschaft freier Angestellten-Verbände“ und veranlasste, dass die IAL begann, verstärkt auch die Interessen der Zirkus- und Varietéartisten und der Angestellten im Schaustellergewerbe in gewerkschaftlicher Form wahrzunehmen. So konnte 1918 der Circuseinheitsvertrag, ein Vorläufer des Cicustarifvertrages (am 22. Oktober 1919 vom Reichsarbeitsministerium als verbindlich erklärt) verabschiedet werden. 1921 vereinigte sich die IAL mit anderen Angestellten-Verbänden zur Gewerkschaft Allgemeiner freier Angestelltenbund (AfA). Für Artisten wurden eine Pensions- und eine Sterbekasse gegründet. Auch für russische Artisten wurde ein Tarifvertrag erarbeitet und in der Sowjetunion eingeführt. Max Buldermann organisierte mehrere Streiks gegen den Direktorenverein der Zirkus- und Varietéunternehmen, um die Übernahme und Einhaltung der Tarifverträge durchzusetzen. Von 1926 bis zur Auflösung der ILA durch die Nationalsozialisten war Alfred Fossil als Präsident der Loge tätig. Während der 1920er Jahre bis 1933 vertrat die IAL mit Hauptsitz in Berlin die Interessen ihrer deutschen und ausländischen Mitglieder weltweit. Zur Betreuung ihrer Mitglieder bei Engagements und Auftritten im Ausland unterhielt die IAL in den wichtigsten Veranstaltungsorten eigene Niederlassungen und Büros. Sie hatte Vertretungen beispielsweise in Paris, Amsterdam, London, Edinburgh, Mailand, Buenos Aires, New York und sogar in Moskau. Ab 1. September 1933 wurden die deutschen Mitglieder der IAL im Rahmen der Deutschen Arbeitsfront unter Beachtung nationalsozialistischer Ausschlusskriterien in die Reichsfachschaft Artistik des Verbandes der Deutschen Theaterangestellten überführt und die IAL als international wirkende Interessengemeinschaft mit Mitgliedern im In- und Ausland geschlossen.

## 1945–1950
1945 wurde die IAL in Berlin wieder eröffnet. Ihr erster Präsident nach dem Zweiten Weltkrieg war der Clown und Zirkusartist Carl Schwarz. Über die Grenzen der Besatzungszonen hinweg entstanden in vielen Städten lokale Artisten-Verbände. Diese schlossen sich 1946 der Berliner Loge an.
Nach Gründung des Freien Deutschen Gewerkschaftsbundes (FDGB) in der Sowjetischen Besatzungszone wurde die IAL dort bis 1949 als Organisation im Kartell der Gewerkschaft Kunst und Schrifttum geführt. In der Deutschen Demokratischen Republik wurden die Mitglieder der IAL 1949 in die Gewerkschaft Bühne, Artistik, Film, Musik übernommen, die 1951 in die ostdeutsche Gewerkschaft Kunst umbenannt wurde. Die IAL innerhalb der Gewerkschaft Kunst des FDGB wurde 1952 aufgelöst.
In den Westzonen entstand unter der Führung von Willi Feldmann die IAL erneut als freier Artisten- und Künstlerverband mit Sitz in Hamburg. 1949 schloss sich die IAL in der Britischen Besatzungszone der Gewerkschaft Musik, Bühne, Film, Artistik an, die am 27. September 1949 maßgebend an der Gründung der westdeutschen Gewerkschaft Kunst in Frankfurt am Main beteiligt war. Die Gewerkschaft Kunst, Gründungsmitglied im Deutschen Gewerkschaftsbund (DGB), konstituierte sich als Kartellgewerkschaft mit fünf eigenständigen Berufsverbänden, einer davon war die IAL.

## Seit 1950
Eine Nachwirkung der Zeit des Nationalsozialismus war, dass die IAL als gewerkschaftlich orientierte deutsche Interessenvertretung nach 1945 kaum noch ausländische Mitglieder gewinnen konnte. Ausnahmen waren einige darstellende Künstler und Artisten aus der Schweiz und aus Österreich, die nach 1950 wegen ihrer Engagements in Westdeutschland der IAL beitraten. Nach zahlreichen Fusionen der Einzelgewerkschaften im DGB gehört die IAL als Berufsverband der Vereinten Dienstleistungsgewerkschaft (ver.di) an. Sie vertritt die Interessen darstellender Künstler sowie der Artisten in Zirkus- und Varietéunternehmen oder im Schaustellergewerbe.

## Zeitschriften der IAL
- 1901–1902: Die Internationale Artisten-Loge
- 1902–1921: Das Organ
- 1921–1933: Das Programm
- 1948–1950: Artisten (Das Fachblatt der Internationalen Artisten-Loge, gegr. 1901)
- 1950–1961: Das Programm (Fachblatt der Internationalen Artisten-Loge in der Bundesrepublik Deutschland) (ZDB-ID 982621-X)